# 2024年パリパラリンピックのハイチ選手団
2024年パリパラリンピックのハイチ選手団は、2024年8月28日から9月8日までフランスのパリで開催された2024年パリパラリンピックハイチ選手団の名簿。

## 選手団
- 人員: 選手 1人
- 開会式旗手: イウェンソン・ホジスト

## 種目別選手・スタッフ名簿及び成績

### 陸上
| 選手                   | 種目           | 結果  | 順位 |
| ---------------------- | -------------- | ----- | ---- |
| イウェンソン・ホジスト | 男子砲丸投 F57 | 6.95m | 11位 |